# Zonenrandgebiet

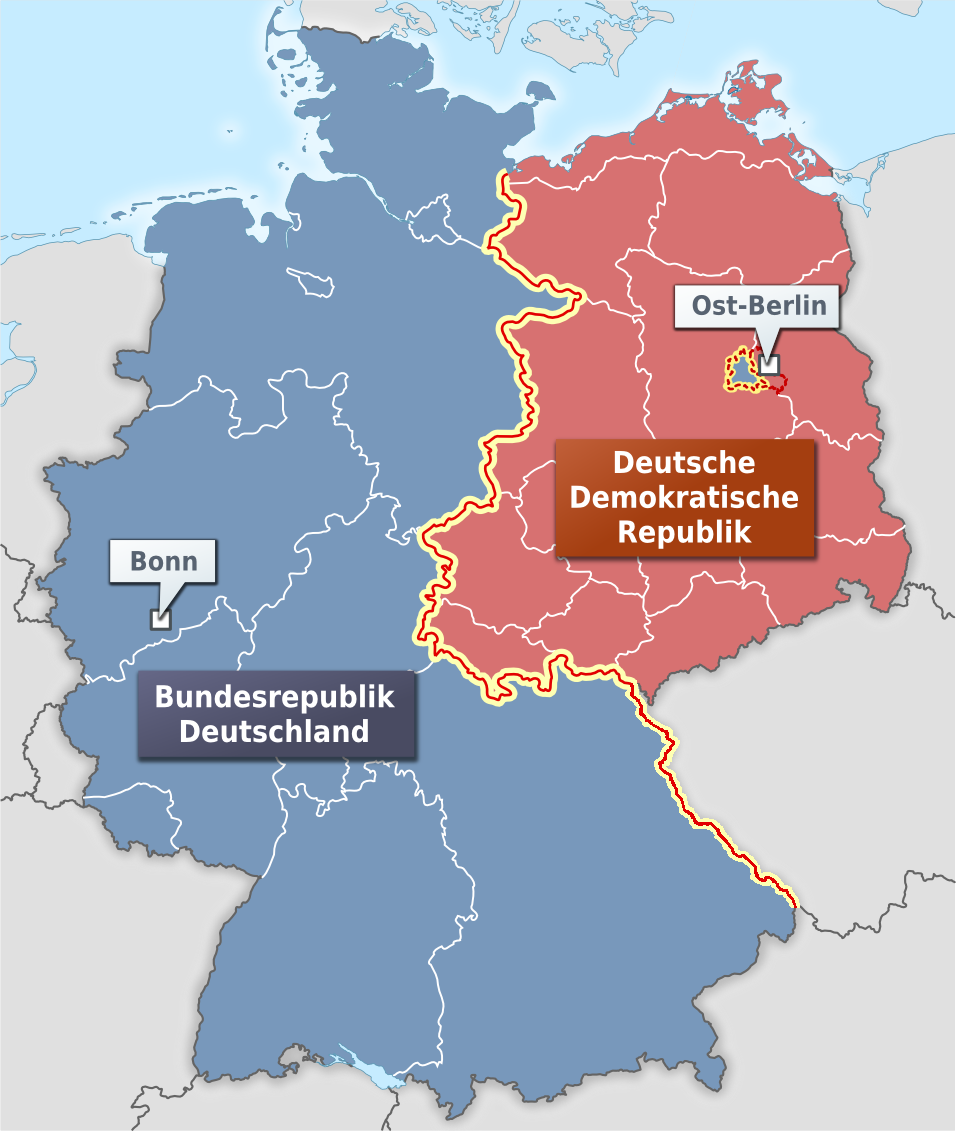
Karte des Grenzverlaufes zwischen der Bundesrepublik und der DDR bzw. der Tschechoslowakei vor der Wende

Das Zonenrandgebiet war ein etwa 40 Kilometer breiter Gebietsstreifen der Bundesrepublik entlang der Grenze zur DDR. Er ging hervor aus der Sowjetischen Besatzungszone (SBZ) und setzte sich entlang der deutschen Grenzlinie zur Tschechoslowakei bis zu deren Anstoßen an die Grenze Österreichs fort. In der Anlage zum Zonenrandförderungsgesetz waren die zugehörigen Gemeinden genau verzeichnet. Die DDR nannte ihren Teil der Grenze nicht Zonenrandgebiet. Im Westen wurde die DDR lange Zeit als Ostzone, Sowjetzone oder, nach dem Zusammenschluss der westlichen Besatzungszonen, als die Zone bezeichnet.
Nach der Gründung der Bundesrepublik Deutschland und der Gründung der DDR 1949 wurde die innerdeutsche Demarkationslinie zur innerdeutschen Grenze. Sie verlief von der Ostseeküste bei Lübeck in Schleswig-Holstein bis zur Staatsgrenze der Bundesrepublik Deutschland mit der Tschechoslowakei. Im Zonenrandgebiet lagen beispielsweise die Regionen Wendland und Harz in Niedersachsen, Eschwege und Rhön in Hessen und Unterfranken, Oberfranken um Coburg und Hof. Aber auch das östliche Oberfranken, die Oberpfalz sowie der Bayerische Wald waren wegen der Lage an der – ebenfalls die Wirtschaftsstruktur schwächenden – Grenze zur ČSSR einbezogen.

## Bedeutung der Randlage
Durch die immer striktere Abriegelung der Zonengrenze im Verlauf des Kalten Krieges wurden gewachsene Verkehrs- und Wirtschaftsbeziehungen innerhalb zusammenhängender Regionen unterbrochen. Deren entstehende Randlage führte zu strukturellen Problemen bzw. verfestigte bereits bestehende Schwierigkeiten. 
Die Wirtschaft des Zonenrandgebietes profitierte überdurchschnittlich vom "Vereinigungsboom" zu Beginn der 1990er Jahre.
Entlang des Grenzstreifens bestand seit dem Beginn des Kalten Krieges bis nach der Wende 1989 ein allgemeines Flugverbot, die sogenannte Air Defense Identification Zone der NATO; davon ausgenommen waren lediglich die drei Flugkorridore nach West-Berlin. Innerhalb eines 30-km-Streifens gab es zudem eine Überlappung: Für alle Sachverhalte, die im Zusammenhang mit der Grenze standen, lag die polizeiliche Zuständigkeit beim Bundesgrenzschutz (heutige Bundespolizei), während die „normalen“ polizeilichen Aufgaben von der jeweiligen Landespolizei wahrgenommen wurden. Daneben war innerhalb der Zollgrenzbezirke auch der Zoll zuständig, wobei die DDR zollrechtlich kein Zollausland war.
In den Gebieten auf westlicher Seite der Grenze konnte die wirtschaftliche Entwicklung nicht mit derjenigen im übrigen Bundesgebiet Schritt halten. Durch die Zonenrandförderung, z. B. durch Steuererleichterungen, verbesserte Abschreibungsmöglichkeiten oder Investitionszulagen wurde strukturpolitisch versucht, die Nachteile der Grenzlage auszugleichen. Die Zonenrandförderung wurde 1965 zu einem Grundsatz der Raumordnungspolitik erhoben. Sie kann als ein Vorläufer des Aufbaus Ost in den neuen Bundesländern ab 1990 angesehen werden.

## Pendant im Osten
Auf östlicher Seite waren zwei eigens geschaffene militärische Formationen zur Grenzsicherung eingesetzt, die mehrere zehntausend Mann starken Grenztruppen der DDR sowie die tschechoslowakische Grenzwache PS.
In der DDR kam die wirtschaftliche Leistung der Grenzgebiete nahezu vollkommen zum Erliegen. Dies geschah durch Maßnahmen zur Verhinderung der Flucht aus der DDR wie beispielsweise Zwangsumsiedlung aus Dörfern entlang der Grenze („Aktion Ungeziefer“) sowie der Einrichtung eines etwa fünf Kilometer breiten Sperrgebietes, das nur mit Passierschein betreten werden durfte.

## Ab 1989
Nach der Wende und noch vor der Wiedervereinigung wurden die meisten unterbrochenen Verkehrsverbindungen zwischen Ost- und Westdeutschland wiederhergestellt. Im Rahmen der Verkehrsprojekte Deutsche Einheit wurden allen wichtigen Magistralen ausgebaut. Nach der Wiedervereinigung wurde die Zonenrandförderung beendet. Die Betriebe sahen sich nunmehr aufgrund der Förderung im Rahmen des Aufbaus Ost sogar einem Fördergefälle zu ihren Lasten ausgesetzt. Das Zonenrandförderungsgesetz wurde mit Wirkung vom 25. April 2006 aufgehoben.